# Buenaventura Suárez
Buenaventura Suárez (3 de septiembre de 1679 - 24 de agosto de 1750) fue un astrónomo y sacerdote jesuita misionero, considerado el primer astrónomo paraguayo.

## Fecha de nacimiento
Existen distintas referencias en cuanto a su fecha de nacimiento, con dos posibilidades distintas, que son: 3 de septiembre de 1679 considerada la versión oficial su fecha de nacimiento, y 14 de julio de 1679 que es la asentada en su ficha bautismal.Sus padres fueron Antonio Suárez y María de Garay, sobrina del conquistador del Río de la Plata Juan de Garay.

## Historia
Buenaventura Suárez, descendiente directo por línea materna de Juan de Garay, tenía 16 años de edad cuando en 1695 ingresó en la Compañía de Jesús. En la Universidad de Córdoba, la misma que fundara el obispo Trejo y Sanabria en 1613, cursó sus estudios y de allí pasó a las misiones en 1706, para establecerse en las reducciones de San Cosme y Damián actual territorio del Paraguay. En su nuevo destino, además de predicar, enseñar el Evangelio y atender las necesidades espirituales de la población guaraní, llevó a cabo una labor de asistencia que quedó manifestada durante las terribles epidemias que en 1733 y 1737 acabaron con la vida de más de 50.000 indígenas.
El padre Buenaventura también misionó en Apóstoles, Santa María la Mayor, La Candelaria, Mártires y las ciudades de Asunción y Corrientes celebrando misa, confesando, enseñando, impartiendo los santos sacramentos y ejerciendo la medicina, en cuyos conocimientos estaba versado.

## Pionero de la astronomía
Más allá de su apostolado, Buenaventura Suárez pasó a la historia por ser el primer astrónomo del hemisferio sur que efectuó observaciones y mediciones de la bóveda celeste, estudios que trascendieron los límites de la cuenca del Plata y despertaron el interés de los científicos de Europa.
Si bien el primer observatorio de América del Sur fue montado por el alemán Georg Marcgrave sobre el tejado de la casa del gobernador de Recife, Mauricio de Nassau, el 28 de septiembre de 1639 y que al año siguiente utilizó desde allí el primer telescopio traído al continente, el padre Suárez construyó el suyo con elementos de los alrededores empleando cañas, madera, metales y cristales de roca, fáciles de encontrar en los yacimientos cercanos.
Con esos componentes y la ayuda de asistentes guaraníes, el padre Buenaventura montó en plena selva su propio observatorio después de tallar y pulir las piedras de cuarzo que extrajo de las canteras de basalto a orillas del Paraná y de incorporarle un sofisticado reloj de péndulo con su correspondiente índice de minutos y segundos y un cuadrante astronómico para ajustar el mismo a la rotación del Sol. Su primer telescopio, instalado en el campanario de la iglesia de San Cosme, consistía en un tubo metálico sobre armazón de madera sostenido y desplazado por arneses y poleas, dotado de dos lentes convexos, con el que efectuó las primeras observaciones, en especial eclipses de Sol y de Luna.

## Estudios de magnitud
Por la misma época en la que nacía Benjamín Franklin, el padre Suárez escudriñaba el firmamento nocturno apuntando todo lo que veía en su cuaderno de notas, siguiendo las trayectorias del sol, la Luna y los planetas. Poco después elaboró telescopios mayores, provistos de lentes de 13, 14, 16 y hasta 18, 20 y 23 pulgadas con los que analizó a fondo el comportamiento de los satélites de Júpiter que observó durante trece años, estudios que envió a Europa en momentos en que los sabios de ese continente intentaban determinar sus períodos e itinerarios. Las observaciones del padre Suárez llamaron la atención y despertaron interés. También estudió el globo de Marte, la trayectoria de Venus, la superficie de la Luna y los anillos de Saturno descubiertos por el holandés Huygens en 1655, tomando meticulosa inscripción de todo lo que veía.
Fruto de esas observaciones fueron sus calendarios, sus mapas celestes y su célebre Lunario de un siglo de más de 200 páginas, escrito a partir de 1720, cuyas cinco ediciones datan de 1740 (Reducción de La Candelaria), 1743 (Lisboa), 1748 (Lisboa), 1752 (Barcelona) y 1762 (Quito). Ese estudio determinaba la fecha exacta de los eclipses avizorados por un observador desde tierra misionera entre 1740 y 1840, detallando los movimientos del astro rey y nuestro satélite natural con asombrosa precisión, lo mismo sus conjunciones, oposiciones y cuartos. También publicó Curso de los planetas, Tablas astronómicas y Anuario.

## Científico y matemático
Además de astrónomo, Buenaventura Suárez fue científico, geógrafo y matemático. Sus cálculos y mediciones le permitieron elaborar tablas con la posición exacta de las treinta misiones jesuíticas del Paraguay y trazar el primer mapa de la zona. También fabricar globos terráqueos y celestes, construir un reloj solar e instrumentos de medición, efectuar acertados pronósticos meteorológicos, elaborar un calendario y confeccionar un herbario, clasificando las diversas especies de la región. También fue ducho en el arte de fundir y manufacturar metales y en el de fabricar campanas. En 1745 llegaron a sus manos instrumentos astronómicos de fabricación europea con los que, debido a su alta calidad, hizo observaciones de mayor envergadura.
Trabajó en las misiones durante treinta y tres años hasta su muerte, acaecida en territorio de la Banda Oriental en una fecha incierta de 1750, cuando contaba 69 años de edad.

## El legado de fray Buenaventura
Según refiere Ricardo N. Alonso, investigador del Conicet, cuando el sabio español Félix de Azara pasó por la región de Misiones, descubrió abandonados los primitivos instrumentos con los que el padre Buenaventura hizo sus estudios.
El asteroide (6438) Suárez fue nombrado así en su honor.